# Teleradio Donoso (álbum)
Teleradio Donoso es el título del primer EP editado por la banda chilena del mismo nombre (Teleradio Donoso). Se compone de 6 temas y fue producido, grabado y editado por la misma banda.
El EP fue grabado durante 2005, y en él se incluyen canciones que luego aparecerían nuevamente en el álbum Gran Santiago, de 2007.

## Canciones
Todas las canciones escritas y compuestas por Álex Anwandter. 
| N.º | Título                  | Duración |  |
| 1.  | «Franz»                 | 2:55     |  |
| 2.  | «Pitica»                | 4:47     |  |
| 3.  | «Lupanar»               | 3:32     |  |
| 4.  | «Máquinas»              | 3:38     |  |
| 5.  | «Paseo y entendimiento» | 3:36     |  |
| 6.  | «Casa oscura»           | 3:03     |  |